# Hadrian III
Hadrian III także Adrian III (łac. Hadrianus III; ur. w Rzymie, zm. 2 września 885 w San Cesario sul Panaro) – święty Kościoła katolickiego, papież w okresie od 15 maja 884 do września 885.

## Życiorys
Hadrian był rzymianinem, synem Benedykta. Późniejsza tradycja identyfikowała go jako przedstawiciela rodu Colonna, ale podanie to należy odrzucić, gdyż ród Colonna dopiero na przełomie XI i XII wieku wyodrębnił się z latyńskiego rodu hrabiów Tuskulum, który przed X stuleciem nie należał do grona rzymskiej arystokracji miejskiej. Nie wiadomo, kim był ani co robił zanim 15 maja 884 został papieżem, niepewna tradycja sugeruje, że był mnichem benedyktyńskim.
Surowo zwalczał przeciwników: m.in. kazał oślepić Jerzego z Awentynu, który był wysokim urzędnikiem Pałacu Laterańskiego i zagorzałym przeciwnikiem Jana VIII. Utrzymywał poprawne stosunki z bizantyjskim cesarzem Bazylim I Macedończykiem, któremu przysłał informację o swoim wyborze. Chciał odbyć podróż do Wormacji na wezwanie Karola Otyłego w celu regulacji sukcesji cesarskiej (Karol nie miał legalnego męskiego potomka, więc chciał obsadzić na tronie nieślubnego syna Bernarda) i obsadzenia nowych stolic biskupich.
W czasie tej podróży Hadrian zmarł w San Cesario sul Panaro. Przyczyną śmierci była choroba. Podejrzewano także zaplanowane zabójstwo na co może wskazywać fakt, że papież pochowany został w pobliżu Mantui na terenie opactwa w Nonantola.

## Kult
Kult świętego Hadriana zaaprobowany został w 2 czerwca 1891 roku, przez Leona XIII. Jego wspomnienie liturgiczne w Kościele katolickim od 1891 r. obchodzone jest 8 lipca.